# Chordospartium muritai
Espèce
Statut de conservation UICN

 CR D : 
En danger critique
Chordospartium muritai est une espèce  de plantes à fleurs dicotylédones de la famille des Fabaceae, de la sous-famille des Mimosoideae, originaire de l'île du Sud (Nouvelle-Zélande).

## Étymologie
L'épithète spécifique « muritai »  est un terme maori signifiant « brise de mer », en référence à l'habitat côtier de ces plantes.

## Statut de conservation
Cette espèce, dont on ne connaît que deux petites populations à l'état naturel, est considérée comme étant en danger critique d'extinction, avec moins de 50 individus adultes (CR-D). L'une de ces populations est sérieusement menacé par les chèvres, la sécheresse estivale, l'érosion côtière et les mauvaises herbes. L'autre, bien que paraissant prospère, est vulnérable aux incendies. Tous les organes de cette plante, en particulier les plantules, sont très  recherchés par les animaux brouteurs tels que les opossums, les chèvres, les moutons, les lapins et les lièvres.